# Passe-moi l'ciel
 (février 2012).
Si vous disposez d'ouvrages ou d'articles de référence ou si vous connaissez des sites web de qualité traitant du thème abordé ici, merci de compléter l'article en donnant les références utiles à sa vérifiabilité et en les liant à la section « Notes et références ».

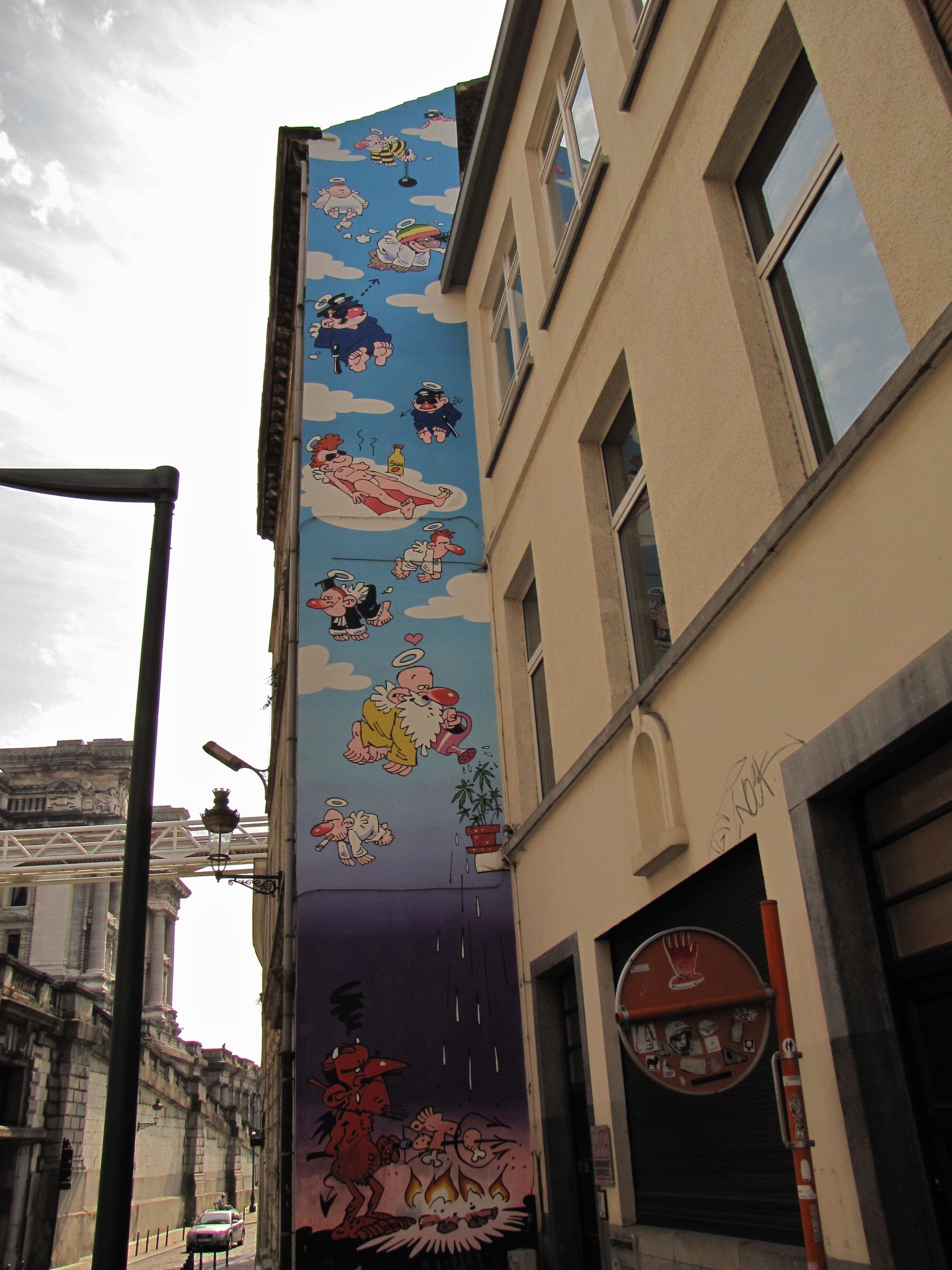
Fresque de Passe-moi l'ciel rue des Minimes à Bruxelles

Passe-moi l'ciel est une série de bande dessinée humoristique créée par Janry (scénario) et Stuf (dessin et couleurs).

## Historique
Tout commence dans le Journal de Spirou n° 2622 du 13 juillet 1988 où paraît un jeu sous forme de gag appelé Jeux d'enfer. Le principe : pour entrer au paradis, les morts doivent répondre à trois questions posées par saint Pierre : si les réponses sont bonnes c'est le paradis, si elles sont fausses c'est l'Enfer. Le tout se terminant par un gag.

Devant le succès de la série, le jeu est supprimé et transformé en un simple gag avec un nouveau nom Passe-moi l'ciel.
La parution de la BD est irrégulière, dépendant des autres projets des auteurs.
La série fut interrompue en 2015 à la suite du décès de Stuf, jusqu'à la fin de 2019, date à laquelle Janry décide de reprendre la série seul (scénario et dessin) avec l'aide du studio de coloriage Cerise.

## Synopsis
Passe-moi l'ciel est une parodie de la vision chrétienne de la vie après la mort. Chaque espèce, voire chaque objet, possède son propre paradis chacun gardé par un saint Pierre qui vérifie sur son ordinateur si une personne peut entrer ou doit être redirigée vers l'enfer. Le héros de la série est évidemment le saint Pierre du paradis des Hommes, un peu fainéant, bon vivant et amateur de parties de billard aux côtés de son ami Nestor (la Mort).

## Albums
- Tome 1 : Au suivant ! (1999) [ (ISBN 978-2-8001-2766-8)]
- Tome 2 : Flammes fatales ! (2000) [ (ISBN 978-2-8001-2783-5)]
- Tome 3 : Tas de beaux saints ! (2001) [ (ISBN 978-2-8001-3107-8)]
- Tome 4 : Nom de Dieu ! (2003) [ (ISBN 978-2-8001-3204-4)]
- Tome 5 : Tous au Paradis ! (2006) [ (ISBN 978-2-8001-3501-4)]
- Tome 6 : Réservé aux membres ! (2012) [ (ISBN 978-2-8001-4851-9)]
- Tome 7 : Tenue correcte exigée ! (2015) [ (ISBN 978-2-8001-5191-5)]
- Tome 8 : Juste ciel ! (2023) [ (ISBN 979-1034-73126-8)]

## Éditeur
- Dupuis : tomes 1 à 8 (première édition des tomes 1 à 8)
- Collection Pirate : tome 1 (seconde édition du tome 1)